# Siamites
Siamites is een geslacht van kevers uit de familie kortschildkevers (Staphylinidae). Het geslacht werd voor het eerst wetenschappelijk beschreven in 1989 door Franz.

## Soorten
- Siamites complicatus Jałoszyński, 2013[2]
- Siamites deharvengi Jałoszyński, 2017[3]
- Siamites loebli Franz, 1989